# Zoran Jašić
Zoran Jašić (* 25. Februar 1939 in Novo Selo, Insel Brač; † am oder vor dem 25. Oktober 2021) war ein kroatischer Wirtschaftswissenschaftler, Diplomat und Politiker (HDZ).

## Leben
Jašić studierte von 1962 bis 1967 Wirtschaftswissenschaften in Zagreb und Williamstown, Massachusetts, mit einem Master in Entwicklungsökonomie vom Williams College und einem Doktor in Finanzwissenschaften von der Universität Zagreb. Zu dieser Zeit war er auch als wissenschaftlicher Mitarbeiter am Wirtschaftsinstitut Zagreb (EIZ) tätig. Mithilfe eines Stipendiums der Alexander von Humboldt-Stiftung studierte er bis 1981 öffentlichen Finanzen an der Johann Wolfgang Goethe-Universität in Frankfurt am Main.
Ab 1976 lehrte Zoran Jašić an der Wirtschaftswissenschaftlichen Fakultät der Universität Zagreb. Von 1992 bis 1994 war er kroatischer Finanzminister, erst in der Regierung Šarinić von August 1992 bis April 1993, dann in der Regierung Valentić von April 1993 bis Juli 1994. Ab 1994 trat er in den diplomatischen Dienst des Außenministeriums, erst als außerordentlicher und bevollmächtigter Botschafter bei der Europäischen Union in Brüssel, ab 1996 in der Bundesrepublik Deutschland (bis 2000) und von 2004 bis 2011 in der Republik Österreich.
Zoran Jašić war u. a. Mitglied in der Kroatisch-Österreichischen Gesellschaft in Zagreb und im Institut zur Zukunft der Arbeit in Bonn. Er war verheiratet, hatte zwei Kinder und sprach neben Kroatisch unter anderem auch Deutsch und Englisch.

## Veröffentlichungen (Auswahl)
Zoran Jašić war Autor mehrerer Bücher und wissenschaftlicher Veröffentlichungen im Bereich öffentliche Finanzen, Globalisierung und Wirtschaftspolitik.
- 1998: Kroatien im Spannungsfeld der Globalisierung, Ulrike Šulek, Köln
- 2000: Die Erweiterung der Europäischen Union als Herausforderung für Kroatien: Ansatz der Kosten-Nutzen-Analyse, Ulrike Šulek, Köln

## Auszeichnungen
- 200?: Fürst-Branimir-Orden mit Halsband
- 2007: Europamedaille Karls IV. der Fördergesellschaft für Europäische Kommunikation (FEK)
- 2007: Franjo-Basić-Preis der Deutsch-Kroatischen Gesellschaft Bonn (DKGB)